# Neal Viereck
Neal Roëll Viereck (3 mei 2004) is een Nederlands-Surinaams voetballer die doorgaans als centrale verdediger speelt en onder contract staat bij FC Utrecht.

## Clubcarrière

### Ajax
Viereck speelde van 2010 tot 2011 in de jeugd van GeuzenMiddenmeer, waarna hij van 2011 tot 2012 bij SV Diemen voetbalde. In 2012 vertrok Viereck naar de jeugdopleiding van Ajax. Zijn periode bij de Amsterdamse club werd getekend door verschillende blessures, mede door de groeispurts die hij in zijn jeugd doormaakte. In de volledig doorlopen jeugdopleiding speelde Viereck onder meer mee in de UEFA Youth League. Daarnaast was hij enkele keren aanvoerder namens Ajax onder 18.
Zijn debuut voor Jong Ajax volgde op 11 december 2022. Die wedstrijd tegen Jong FC Utrecht werd met 1–2 verloren en Viereck kwam na 87 minuten in het veld. Bij zijn tweede keer bij de wedstrijdselectie van het beloftenelftal viel hij na 59 minuten spelen in. Binnen dertig seconden haalde Viereck op 13 januari 2023 een tegenstander van De Graafschap neer, waarna een directe rode kaart volgde. Dit leverde hem een schorsing van één wedstrijd op. In mei 2023 maakte hij namens Ajax onder 18 in de slotfase van de wedstrijd tegen FC Utrecht onder 18 de winnende 3–2. Hierdoor won het elftal het voorjaarskampioenschap.

### FC Utrecht
In juli 2023 maakte Viereck de overstap naar FC Utrecht. Daar ondertekende hij een tweejarig contract inclusief optie voor een extra seizoen en sloot hij aan bij Jong FC Utrecht. Viereck gaf bij zijn presentatie aan dat het plan van de Utrechtse club aantrekkelijker was dan wat Ajax hem kon bieden.

## Clubstatistieken
| Seizoen                         | Club            | Competitie      | Competitie | Competitie | Overig | Overig | Totaal | Totaal |
| Seizoen                         | Club            | Competitie      | Wed.       | Dlp.       | Wed.   | Dlp.   | Wed.   | Dlp.   |
| ------------------------------- | --------------- | --------------- | ---------- | ---------- | ------ | ------ | ------ | ------ |
| 2022/23                         | Jong Ajax       | Eerste divisie  | 2          | 0          | 0      | 0      | 2      | 0      |
| 2023/24                         | Jong FC Utrecht | Eerste divisie  | 0          | 0          | 0      | 0      | 0      | 0      |
| Carrière totaal                 | Carrière totaal | Carrière totaal | 2          | 0          | 0      | 0      | 2      | 0      |
| Bijgewerkt op 19 september 2023 |                 |                 |            |            |        |        |        |        |